# Vojenský újezd Boletice
Vojenský újezd Boletice (Nederlands: Militair oefenterrein Boletice) is een Tsjechische militair oefenterrein in het district Český Krumlov in de regio Zuid-Bohemen. Vojenský újezd telt geen inwoners (2023). Sinds de verkleining van het militaire oefenterrein in 2016 bestaat het uit zeven kadastrale gemeenten: Arnoštov u Českého Krumlova, Boletice, Jablonec u Českého Krumlova, Ondřejov u Českého Krumlova, Polná u Českého Krumlova, Třebovice u Českého Krumlova en Uhlíkov u Českého Krumlova. Bij deze verkleining werd Polná na Šumavě een zelfstandige gemeente.
Benešov nad Černou · Besednice · Bohdalovice · Brloh · Bujanov · Černá v Pošumaví · Český Krumlov · Dolní Dvořiště · Dolní Třebonín · Frymburk · Holubov · Horní Dvořiště · Horní Planá · Hořice na Šumavě · Chlumec · Chvalšiny · Kájov · Kaplice · Křemže · Lipno nad Vltavou · Loučovice · Malonty · Malšín · Mirkovice · Mojné · Netřebice · Nová Ves · Omlenice · Pohorská Ves · Polná na Šumavě · Přední Výtoň · Přídolí · Přísečná · Rožmberk nad Vltavou · Rožmitál na Šumavě · Soběnov · Srnín · Střítež · Světlík · Velešín · Větřní · Věžovatá Pláně · Vojenský újezd Boletice · Vyšší Brod · Zlatá Koruna · Zubčice · Zvíkov